# 平泉町
平泉町（ひらいずみちょう）は岩手県南西部にある町。西磐井郡に属する。
平安時代末期に奥州藤原氏の本拠地があった町として有名である。当時は平安京に次ぐ大都市として栄えた。現在でも、中尊寺や毛越寺などの遺跡から、当時の繁栄を偲ぶことができる（平泉参照）。

## 地理
岩手県内で最も面積が小さい自治体であり、東西16.15km、南北8.51kmの東西に細長い町域となっている。町の中央が北上盆地の一部を成しており、北上川が南流して氾濫原を形成している。西側を奥羽山脈から東に延びる平泉丘陵の東端、北側を衣川、南側を太田川、東側を北上川に囲まれたやや平坦な土地が町の中心部となっており、ここにJR東北本線・平泉駅や国道4号、町役場などがあり、また、奥州藤原氏時代の寺院や遺跡も集中している。なお、当時は北上川が現在より東側を流れていたと考えられている。

### 人口
| |                                        |  |
| 平泉町と全国の年齢別人口分布（2005年） | 平泉町の年齢・男女別人口分布（2005年） |  |
| ■紫色 ― 平泉町 ■緑色 ― 日本全国 | ■青色 ― 男性 ■赤色 ― 女性              |  |
| 平泉町（に相当する地域）の人口の推移 \| 1970年（昭和45年） \| 9,474人 \| \| \| 1975年（昭和50年） \| 9,374人 \| \| \| 1980年（昭和55年） \| 9,253人 \| \| \| 1985年（昭和60年） \| 9,703人 \| \| \| 1990年（平成2年） \| 9,493人 \| \| \| 1995年（平成7年） \| 9,288人 \| \| \| 2000年（平成12年） \| 9,054人 \| \| \| 2005年（平成17年） \| 8,819人 \| \| \| 2010年（平成22年） \| 8,345人 \| \| \| 2015年（平成27年） \| 7,868人 \| \| \| 2020年（令和2年） \| 7,252人 \| \| |                                        |  |
| 総務省統計局 国勢調査より |                                        |  |
| 1970年（昭和45年） | 9,474人                                |  |
| 1975年（昭和50年） | 9,374人                                |  |
| 1980年（昭和55年） | 9,253人                                |  |
| 1985年（昭和60年） | 9,703人                                |  |
| 1990年（平成2年） | 9,493人                                |  |
| 1995年（平成7年） | 9,288人                                |  |
| 2000年（平成12年） | 9,054人                                |  |
| 2005年（平成17年） | 8,819人                                |  |
| 2010年（平成22年） | 8,345人                                |  |
| 2015年（平成27年） | 7,868人                                |  |
| 2020年（令和2年） | 7,252人                                |  |

平成27年国勢調査より前回調査からの人口増減をみると、5.72％減の7,868人であり、増減率は県下33市町村中13位。

## 歴史

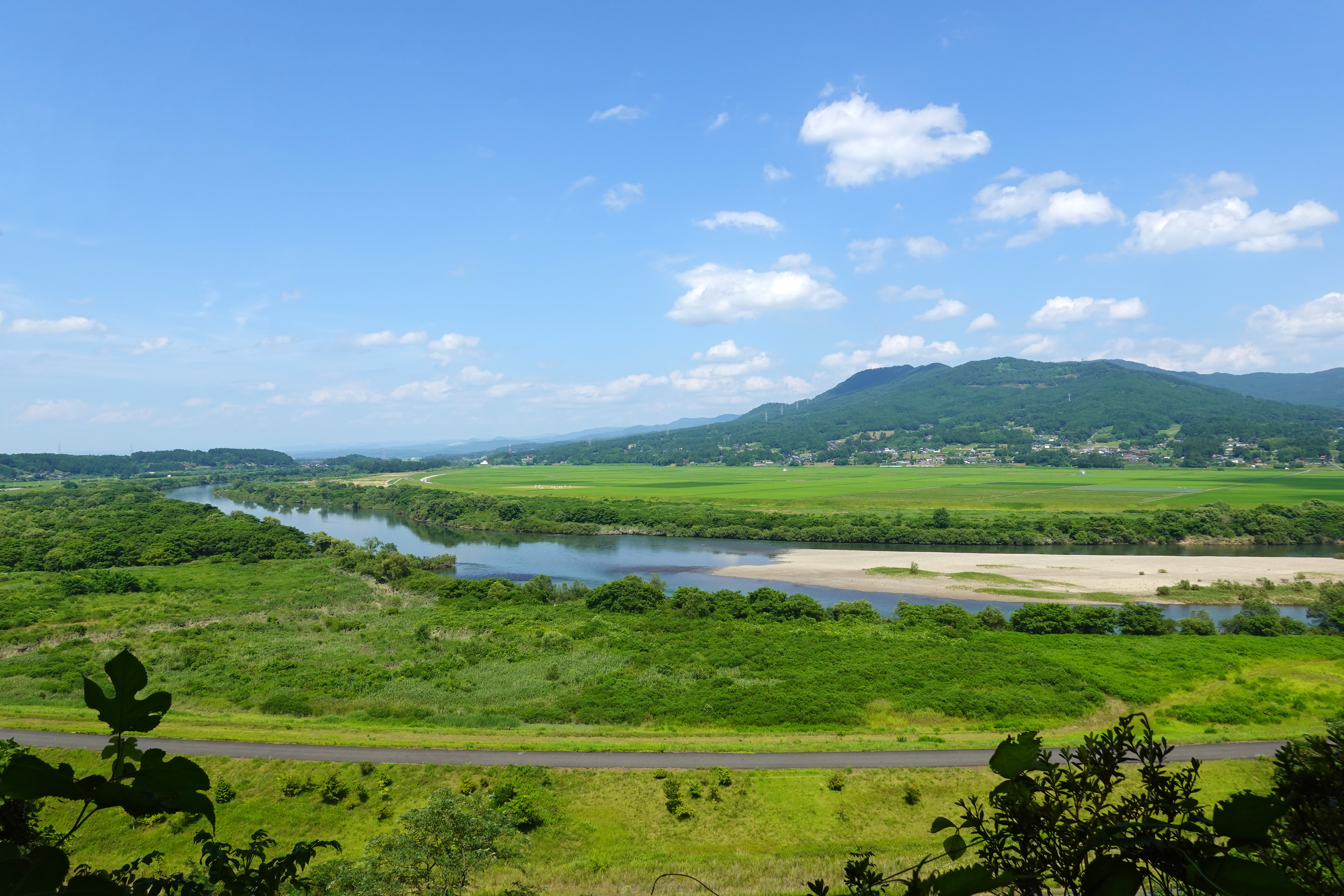
高舘義経堂から見た束稲山と北上川

平泉は衣川と磐井川に挟まれた比較的開けた丘陵地帯に位置し、すぐ東には北上川が流れているために水運の拠点として優れた地域であったことから、奈良時代以降平安時代にかけて、この地をめぐり各勢力による争奪戦が繰り広げられた。
8世紀には胆沢平野一帯において大和政権と蝦夷勢力との間で軍事衝突が発生し、そのうち最大規模の戦闘であった延暦11年（792年）の大和政権の坂上田村麻呂と蝦夷方のアテルイの戦いでは平泉近辺が戦場となった。この戦に敗れた蝦夷勢力は次第に衰退し、延暦21年（802年）の胆沢城築城によって平泉一帯は大和政権の支配下に入るようになり、間もなく近辺で莫大な金が産出することが判明すると水運拠点としての平泉の重要性はいよいよ高まった。

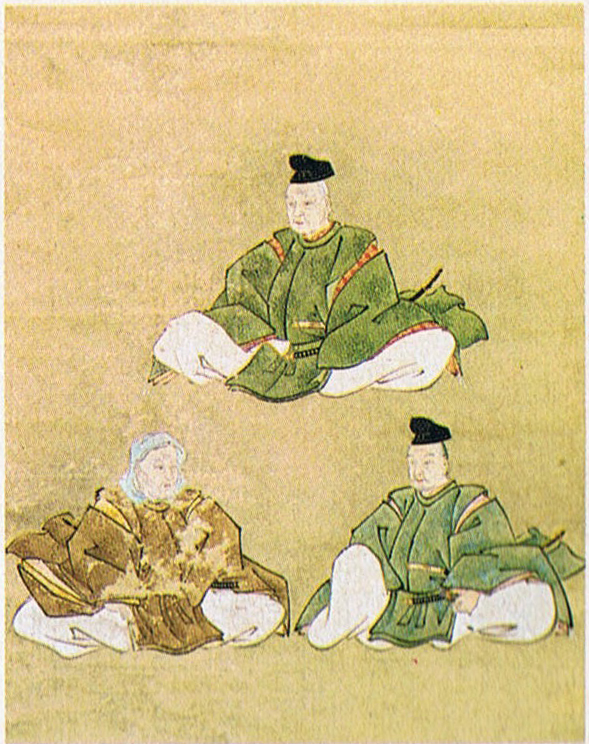
奥州藤原氏三代像(毛越寺所蔵)

平安時代後期には衣川を拠点とする地元の豪族であった安倍氏が俘囚長として奥六郡を支配し、近辺では国司よりもはるかに強力な勢力を持つに至ったが、前九年の役で源頼義・義家親子に滅ぼされた。平泉はその際に源氏に味方した清原氏の支配下に置かれたが、清原氏の内紛である後三年の役を経て勝ち残った清原清衡（藤原清衡）が、前九年の役で安倍氏に味方して滅ぼされた実父の姓に復して藤原氏を名乗り（奥州藤原氏）、本拠を江刺郡豊田館（奥州市）から磐井郡平泉に移して居館を建設した。以後、清衡から藤原泰衡のまで4代にわたり奥州藤原氏の本拠地として栄華を極めた。奥州藤原氏の治世下では今日でも有名な中尊寺や毛越寺などが建立され、さらに第3代当主・藤原秀衡は名馬や金を朝廷にたびたび献上して京都の文化を取り入れた。また、十三湊や蝦夷を介して北宋や沿海州とも交易をしていた。
この時期の平泉の人口については諸説あり、チャンドラーは、軍隊との人口比から平泉の都市人口を5万人と推定し（平安時代末の鎌倉の都市人口を10万人とする推計に基づく）、佐貫利雄は、10箇所あった金鉱が養える人口がそれぞれ1万人であるとして、最盛期の平泉の人口を10万から15万人と推定している。
一方、『吾妻鏡』や江戸時代の作と考えられる『平泉全盛図』（平泉古図）などをもとに、往時の平泉の人口を京都に匹敵する十数万人と見積もる説が流布しているが、『吾妻鏡』の平泉に関連する記述にはかなりの数字の誇張があることから、実際の都市規模はもっと小さかったと考えられている。
しかし、秀衡死後の文治5年（1189年）、源義経を匿ったことから源頼朝の追討を受け、奥州十七万騎を擁する泰衡は敗走の混乱の中で家臣に殺され奥州藤原氏は滅亡した。その後、平泉は奥州総奉行として赴任した葛西氏の本拠となったが、鎌倉時代の平泉は産金量の低下や御家人の領地細分化などで次第に都市としての力を失い、中世末期までには奥州藤原氏によって建設された造営物の大半が失われてしまった。
江戸時代前期の元禄2年5月13日（西暦1689年6月29日）、平泉を訪れた松尾芭蕉は、奥州藤原氏の当時繁栄を極めた居館のあった場所が田野となっている有様を見て、
夏草や 兵（つわもの）どもが 夢の跡
と俳句を詠み、また朽ちかけていたもののかろうじて光を残す中尊寺金色堂においては、
五月雨の 降（ふり）残してや 光堂
の句を残している（いずれも『奥の細道』所載）。
現在では、日本屈指の米の生産地となっている。

### 沿革
- 1875年（明治8年）10月17日 - 水沢県による村落統合にともない、平泉村と達谷村が合併して平泉村に、中尊寺村と戸河内村が合併して衣関村になる。
- 1883年（明治16年）1月 - 衣関村を廃止し、中尊寺村と戸河内村に分割。
- 1889年（明治22年）4月1日 - 町村制施行にともない、平泉村・中尊寺村・戸河内村の計3か村が合併して新制の平泉村が発足。
- 1953年（昭和28年）10月1日 - 町制施行し、平泉町となる。
- 1955年（昭和30年）4月15日 - 東磐井郡長島村と合併し、新制の平泉町となる。
- 2011年（平成23年）6月26日 - 「平泉―仏国土（浄土）を表す建築・庭園及び考古学的遺跡群―」がユネスコの世界遺産に登録される。

## 行政
- 町長：青木幸保（あおき ゆきお・2014年（平成22年）8月27日就任）

### 歴代町長
| 代                 | 氏名             | 就任                       | 退任                       | 備考             |
| 平泉村長（官選）   | 平泉村長（官選） | 平泉村長（官選）           | 平泉村長（官選）           | 平泉村長（官選） |
| ------------------ | ---------------- | -------------------------- | -------------------------- | ---------------- |
| 初                 | 千葉知三郎       | 明治22年（1889年）5月21日  | 明治30年（1897年）5月20日  |                  |
| 2                  | 千葉壮治         | 明治30年（1897年）5月21日  | 明治36年（1903年）5月7日   |                  |
| 3                  | 千葉恭平         | 明治36年（1903年）5月20日  | 明治39年（1906年）7月24日  |                  |
| 4                  | 南洞頼顕         | 明治39年（1906年）8月10日  | 明治45年（1912年）4月29日  |                  |
| 5                  | 吉崎清賢         | 明治45年（1912年）4月30日  | 大正10年（1921年）2月2日   |                  |
| 6                  | 高橋九左ェ門     | 大正10年（1921年）2月4日   | 大正11年（1922年）6月13日  |                  |
| 7                  | 西洞一太郎       | 大正11年（1922年）11月13日 | 大正15年（1926年）12月25日 |                  |
| 8                  | 葛西与右ェ門     | 昭和2年（1927年）1月1日    | 昭和5年（1930年）12月31日  |                  |
| 9                  | 南洞頼熏         | 昭和6年（1931年）1月13日   | 昭和11年（1936年）11月13日 |                  |
| 10                 | 鈴木省三         | 昭和11年（1936年）11月22日 | 昭和15年（1940年）11月21日 |                  |
| 11                 | 佐々木馬之亟     | 昭和15年（1940年）11月22日 | 昭和21年（1946年）5月10日  |                  |
| 平泉村長（公選）   |                  |                            |                            |                  |
| 12                 | 西洞一郎         | 昭和21年（1946年）5月11日  | 昭和28年（1953年）9月30日  |                  |
| 旧平泉町長（公選） |                  |                            |                            |                  |
| 初                 | 西洞一郎         | 昭和28年（1953年）10月1日  | 昭和30年（1955年）4月14日  | 村長より留任     |
| 平泉町長（公選）   |                  |                            |                            |                  |
| 初                 | 西洞一郎         | 昭和30年4月30日            | 昭和38年4月29日            | 2期              |
| 2                  | 三浦義四郎       | 昭和38年4月30日            | 昭和46年4月29日            | 2期              |
| 3                  | 佐々木秀一       | 昭和46年4月30日            | 昭和58年4月29日            | 3期              |
| 4                  | 鈴木茂男         | 昭和58年4月30日            | 昭和60年5月25日            | 1期途中辞任      |
| 5                  | 穗積昭慈         | 昭和60年7月7日             | 平成9年7月6日              | 2期              |
| 6                  | 鈴木和博         | 平成9年7月7日              | 平成12年11月28日           | 1期途中辞任      |
| 7                  | 千葉和男         | 平成13年1月14日            | 平成17年1月13日            | 1期              |
| 8                  | 鈴木清紀         | 平成17年1月14日            | 平成18年7月7日             | 1期途中辞任      |
| 9                  | 高橋一男         | 平成18年8月27日            | 平成22年8月26日            | 1期              |
| 10                 | 菅原正義         | 平成22年8月27日            | 平成26年8月26日            | 1期              |
| 11                 | 青木幸保         | 平成26年8月27日            | 現職                       | 3期目            |

### 平成の大合併
平成の大合併で、平泉町は両磐地方の市町村との合併を見送り、単独町政の道を選んだ。
当初は平泉町議会は一関地方よりも隣接する衣川村（現在の奥州市）との合併の方が平安時代の安倍氏や奥州藤原氏などの歴史的な経緯を踏まえて当然と主張していた。
しかし住民投票の結果、両磐9市町村（一関市、西磐井郡平泉町、花泉町、東磐井郡大東町、藤沢町、千厩町、東山町、室根村、川崎村）との合併に賛同し、両磐地区合併協議会での決選投票の結果、平泉29票、磐井28票で新市名が「平泉市」に決定した。
しかし平泉市決定を前に平泉町の委員が花泉町の委員に対し「平泉市に決定しなければ一緒に退席してほしい」と要請していたとの噂から不信感が広がり、合併が直前になって白紙撤回される運びとなった。この破談の背景には旧一関市において新市名への抵抗が強かったことが要因にあるとされる。
結局、新市名を巡る駆け引きで合併は撤回され、平泉町は、国営農地開発事業等により過大債務を抱え、合併した際に新市への負担が大きいと判断された藤沢町と共に合併から離脱する結果となり、平泉町と藤沢町を除く1市4町2村で新一関市が発足した（藤沢町は2011年に新一関市に編入合併された）。

### 金融機関
- 岩手銀行平泉支店（指定代理金融機関）
- 東北銀行平泉支店（指定代理金融機関）
- 一関信用金庫平泉支店（指定代理金融機関）
- いわて平泉農業協同組合平泉支店（指定金融機関）

#### その他共済等
- こくみん共済coop

## 姉妹都市・提携都市

### 国内
姉妹都市
- 田辺市（和歌山県）
1982年（昭和57年）5月20日姉妹都市提携[6]

友好都市
- 江東区（東京都）
2009年（平成21年）12月8日友好都市提携[7]

その他
- 全国門前町サミット - 全国の神社仏閣を中心に発展してきた門前町を有する自治体・観光協会・商業関係者などが集まり地域活性、街作り推進のため開催する会議。

### 海外
提携都市
- 天台県（中華人民共和国 浙江省）
2010年（平成22年）6月28日友好都市提携[6]

## TVチャンネル・ラジオ周波数
平泉町内テレビ中継局
- 平泉要害テレビ中継局

東北道の防音壁に遮られて束稲山（一関テレビ・FM中継局）からの電波が届きにくい地区をカバー。アナログ時代はIATのみ中継局が無かったが、地デジではIATもデジタル新局として中継局を設置した。なお町内の多くの世帯は束稲山にアンテナを向けている。
- 在盛ラジオはAMがIBC奥州前沢局（1062kHz）及びNHK盛岡親局（第1放送531kHz、第2放送1386kHz）を、FMは束稲山を各々受信。また隣県のTBCラジオも仙台親局1260kHz経由で昼夜通して良好に受信可能（東北道平泉トンネル・一関トンネルでは在盛局のみならずTBC仙台親局も再送信。但しIBCは奥州前沢局ではなく盛岡親局684kHzを再送信）。

## 産業
伝統産業
- 秀衡塗

郵便局
- 平泉郵便局（集配局）
- 長島郵便局
- 中尊寺簡易郵便局

## 教育

### 中学校
- 平泉町立平泉中学校

### 小学校
- 平泉町立平泉小学校
- 平泉町立長島小学校

### 社会教育施設
- 学習交流施設 エピカ（平泉字志羅山25-3）[8]
  - 平泉町公民館
  - 町立図書館
- 平泉文化遺産センター（平泉字花立44）
- 平泉町公民館長島分館（長島字砂子沢167−2）
- 平泉町立長島体育館（長島字砂子沢167-2）
- 平泉町営長島球場（長島体育館隣接地）
- ゲートボール場（長島体育館隣接地）
- 平泉町営テニスコート（平泉字倉町）

## 交通

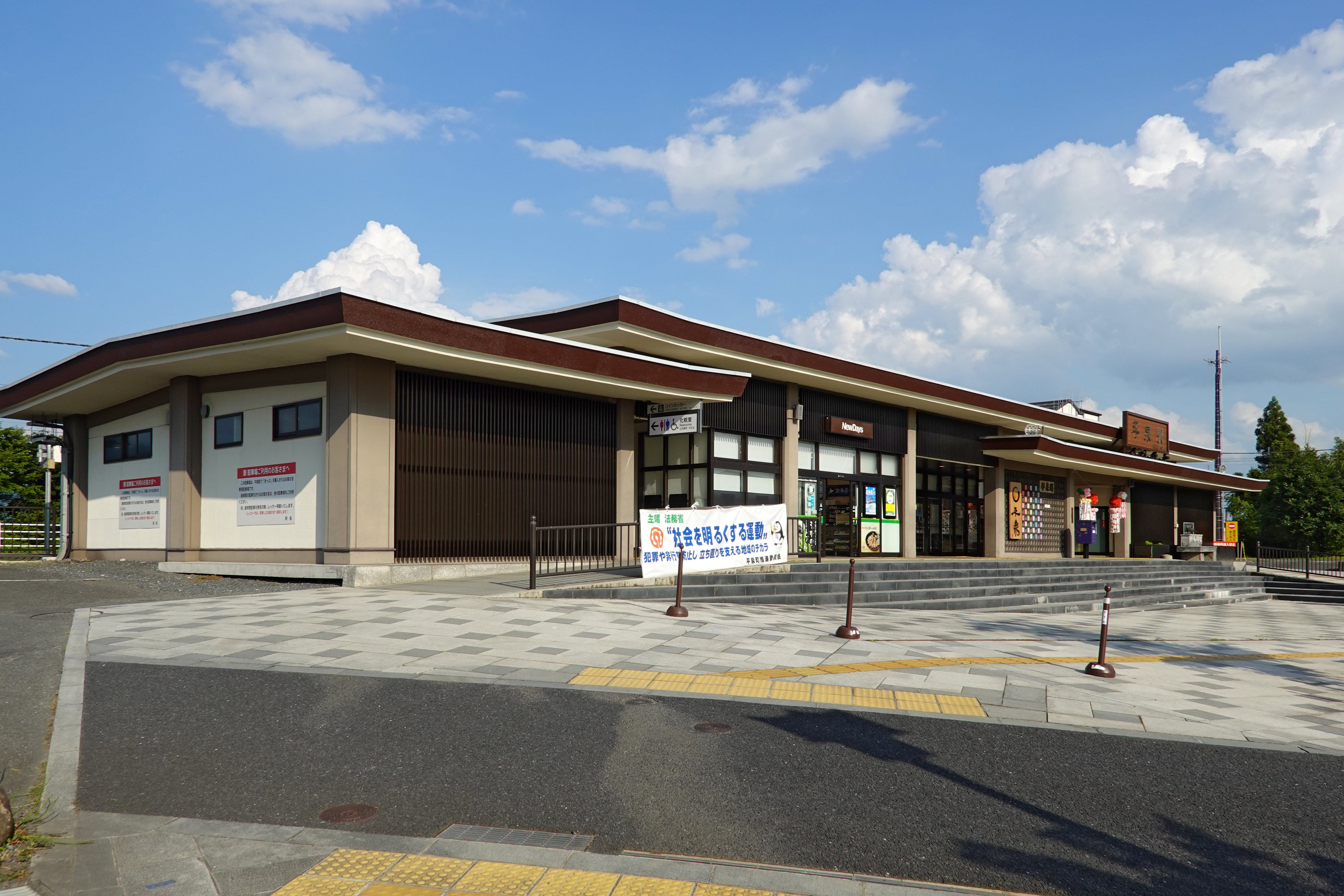
平泉駅

### 鉄道路線
- 東日本旅客鉄道（JR東日本）
  - 東北本線 ： 平泉駅

### 路線バス
- 岩手県交通
- 東磐交通

### 道路
- 高速自動車国道
  - E4 東北自動車道
  - 中尊寺PA - (34-1) 平泉SIC - (35) 平泉前沢IC

- 一般国道
  - 国道4号:平泉
- 県道
  - 主要地方道
    - 岩手県道14号一関北上線
    - 岩手県道31号平泉厳美渓線
    - 岩手県道37号花巻平泉線
    - 宮城県道・岩手県道49号栗駒平泉線

  - 一般県道
    - 岩手県道206号相川平泉線
    - 岩手県道237号長坂束稲前沢線
    - 岩手県道260号一関平泉線
    - 岩手県道300号三日町瀬原線
    - 岩手県道303号平泉停車場線

ナンバープレート

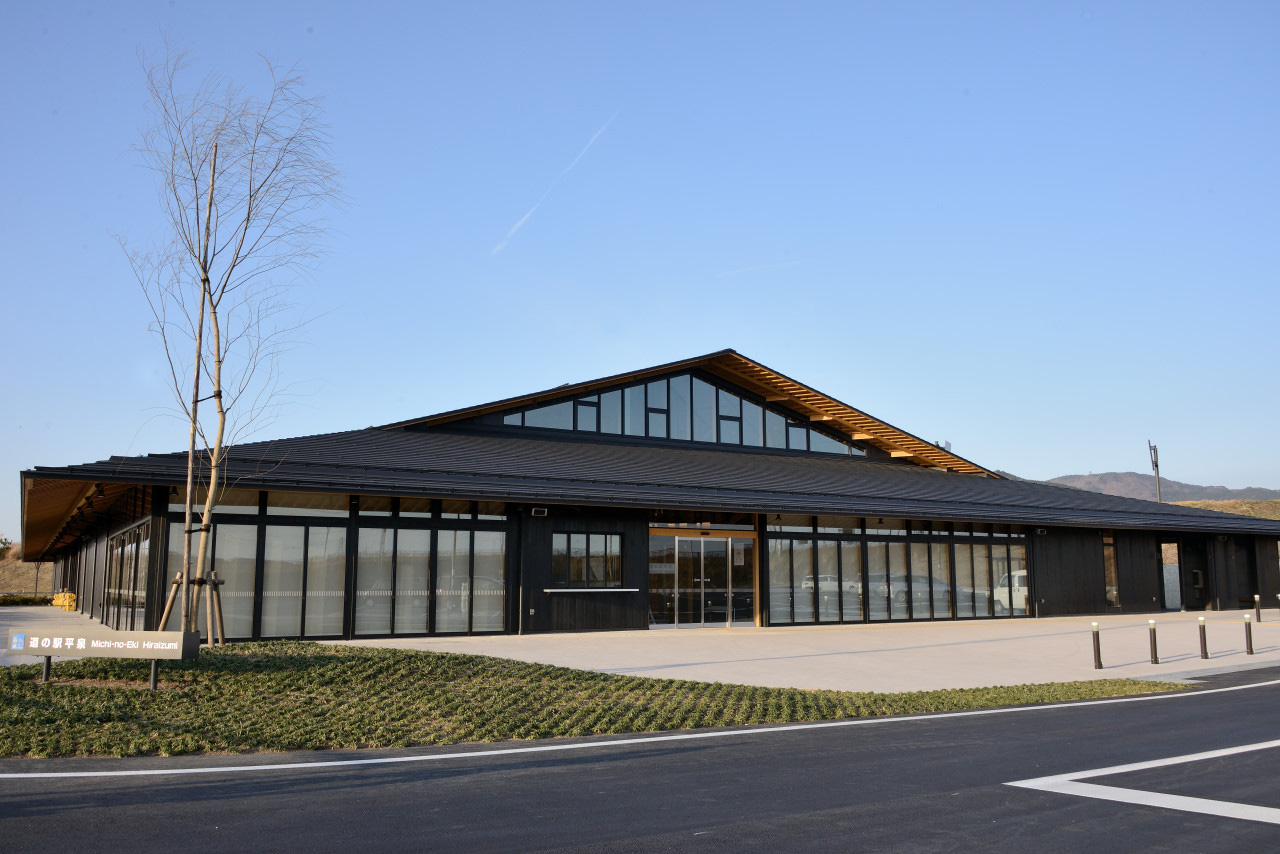
道の駅平泉

- 自動車のナンバープレートは、ご当地ナンバーである「平泉」ナンバーで登録される（ほかに奥州市、一関市、金ケ崎町）。

## 観光

### 世界遺産
以下の五つの資産が「平泉―仏国土（浄土）を表す建築・庭園及び考古学的遺跡群―」として、ユネスコの世界遺産（文化遺産）に登録されている。

中尊寺 （金色堂、金色堂覆堂、経蔵、白山神社能舞台、中尊寺境内）
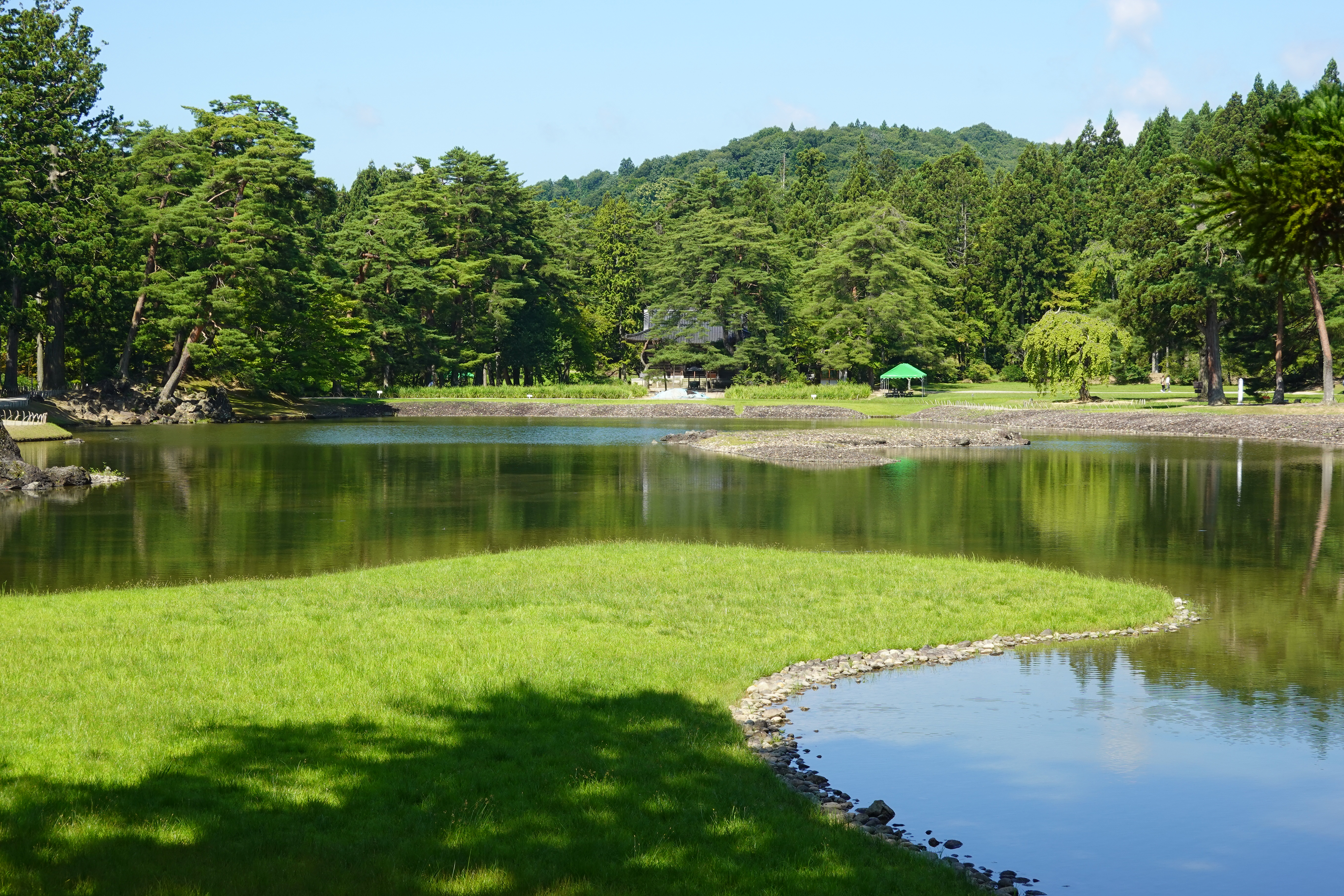
毛越寺 （庭園）
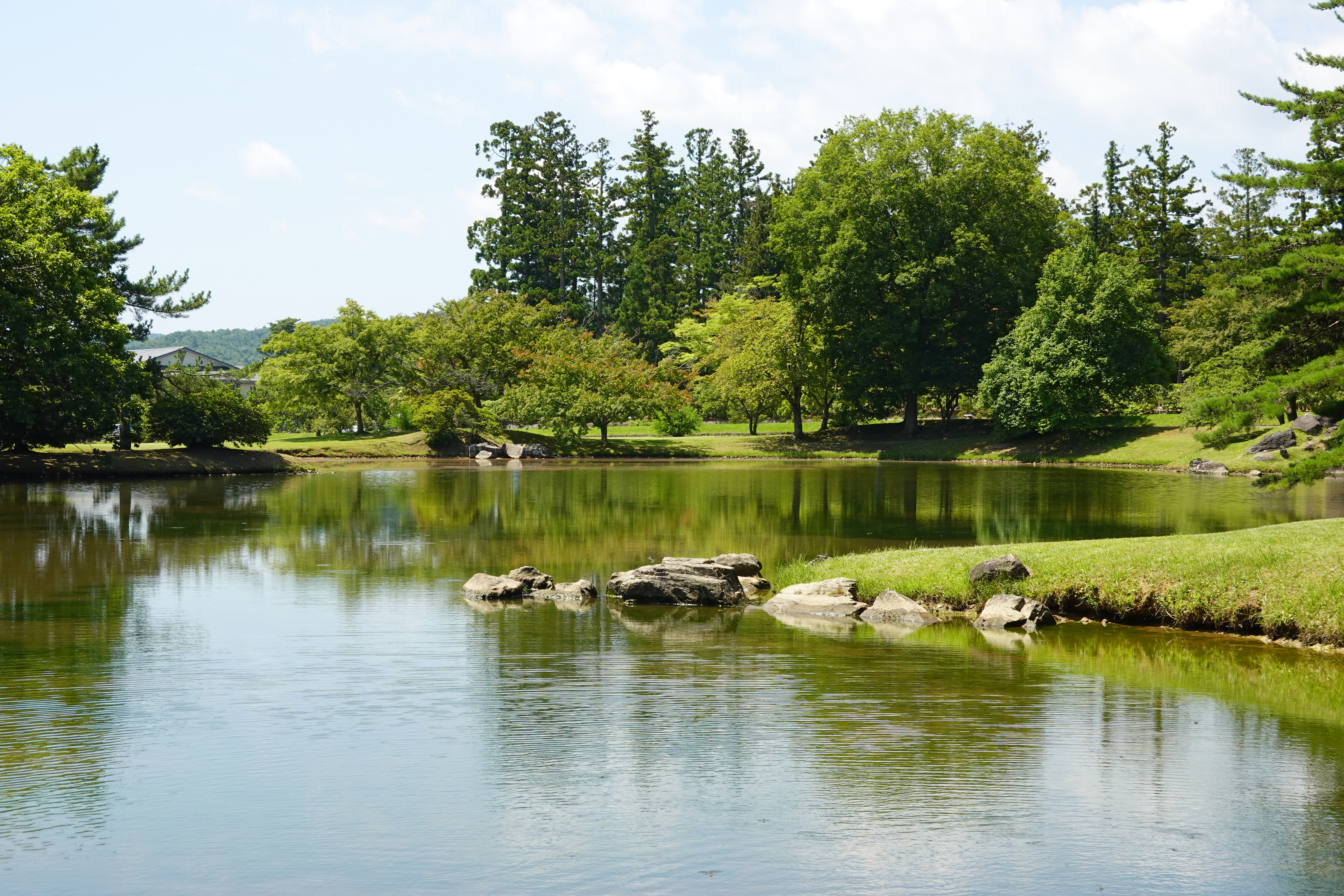
観自在王院跡
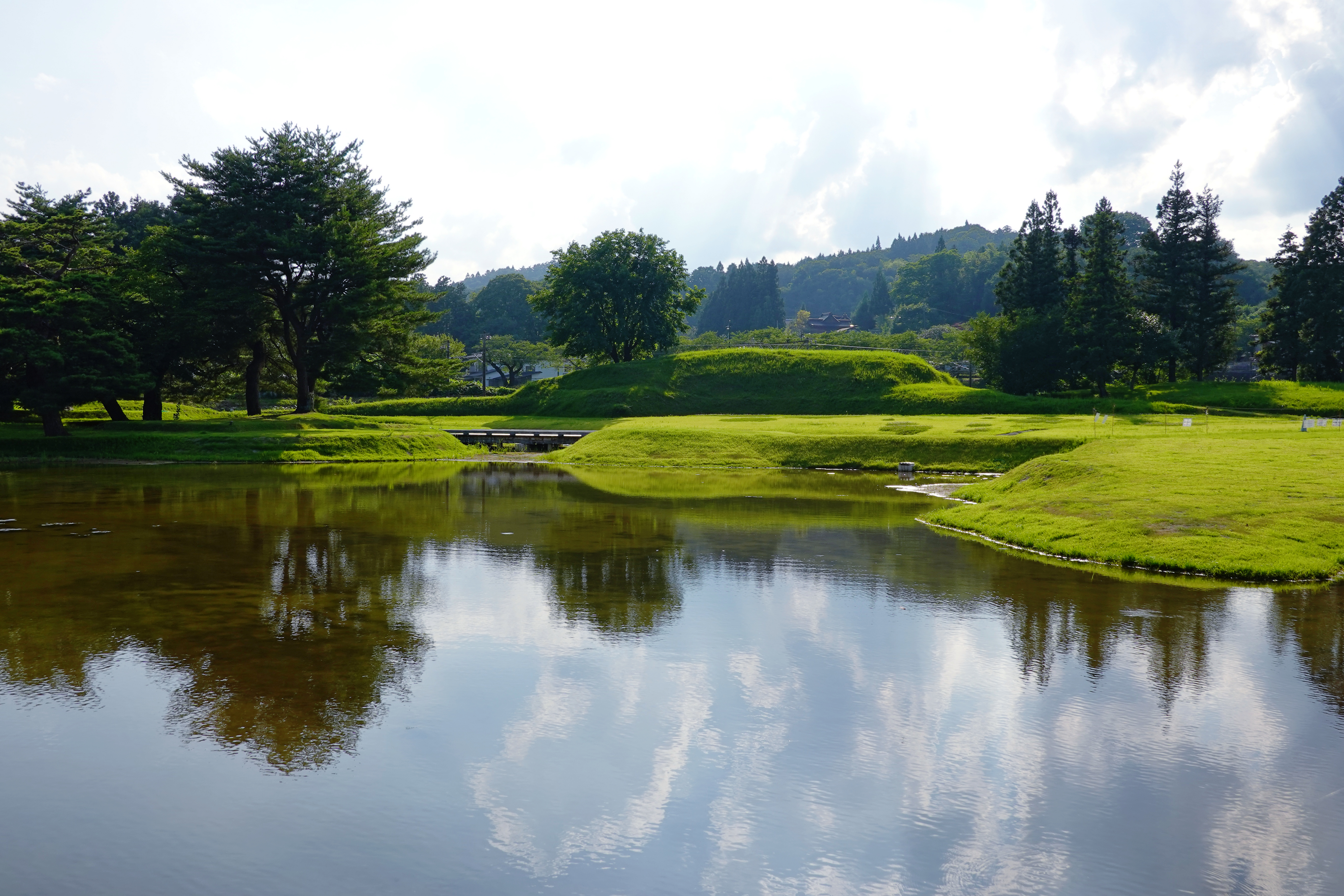
無量光院跡
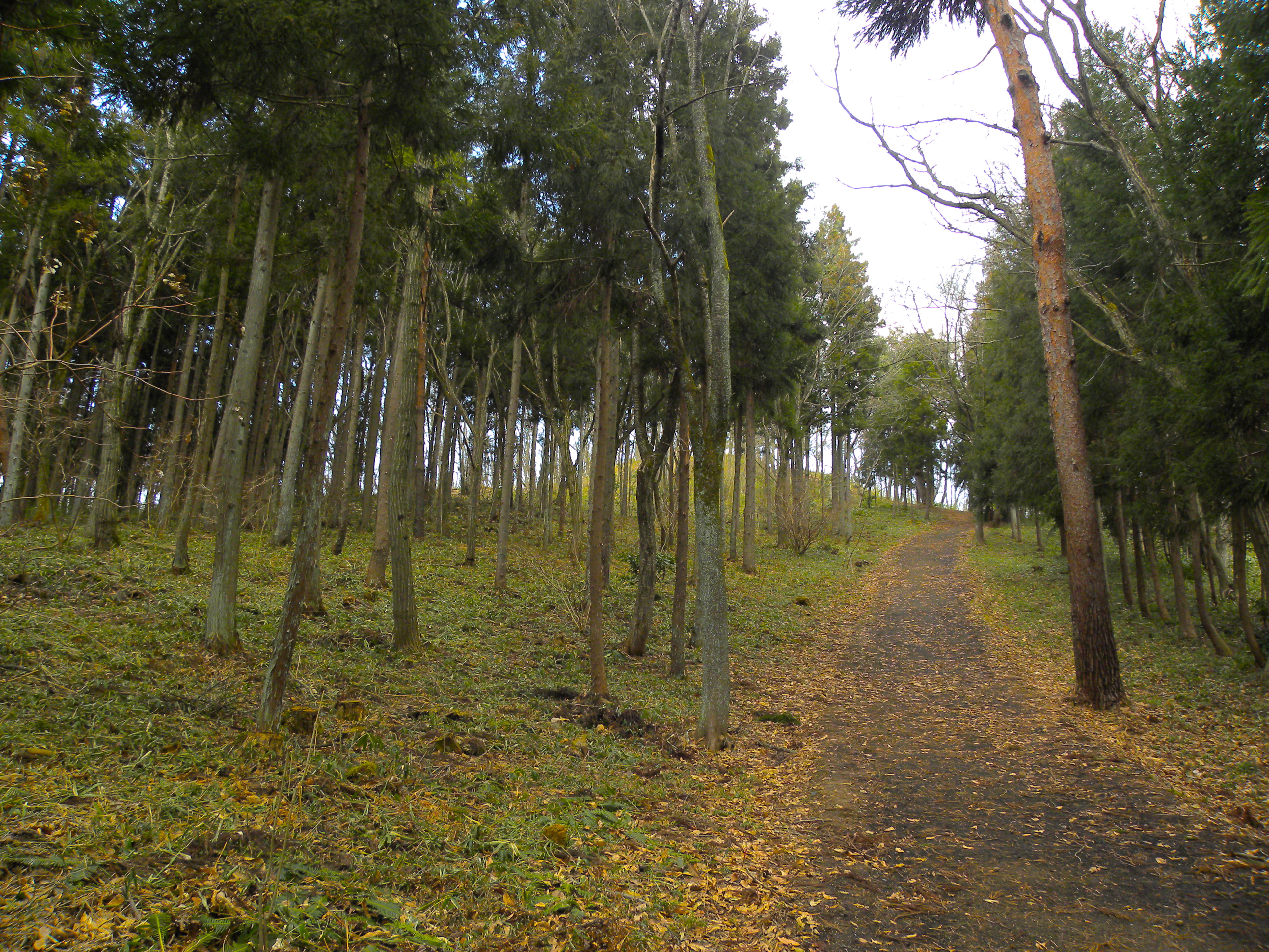
金鶏山

### 旧跡・観光名所
- 柳之御所遺跡（国史跡「柳之御所・平泉遺跡群」・柳之御所史跡公園・世界遺産暫定リスト）
- 達谷窟（国史跡・世界遺産暫定リスト）
- 高館義経堂
- 武蔵坊弁慶の墓
- 束稲山
- 伽羅御所跡
- 倉町遺跡（国史跡「柳之御所・平泉遺跡群」）
- 白山神社
- 白山妙理堂
- 熊野三社
- 姫待滝
- 鬘石
- 花立廃寺跡
- 志羅山遺跡
- 泉屋遺跡
- 卯の花清水
- 照井堰用水（疎水百選・かんがい施設遺産、毛越寺庭園へ給水）

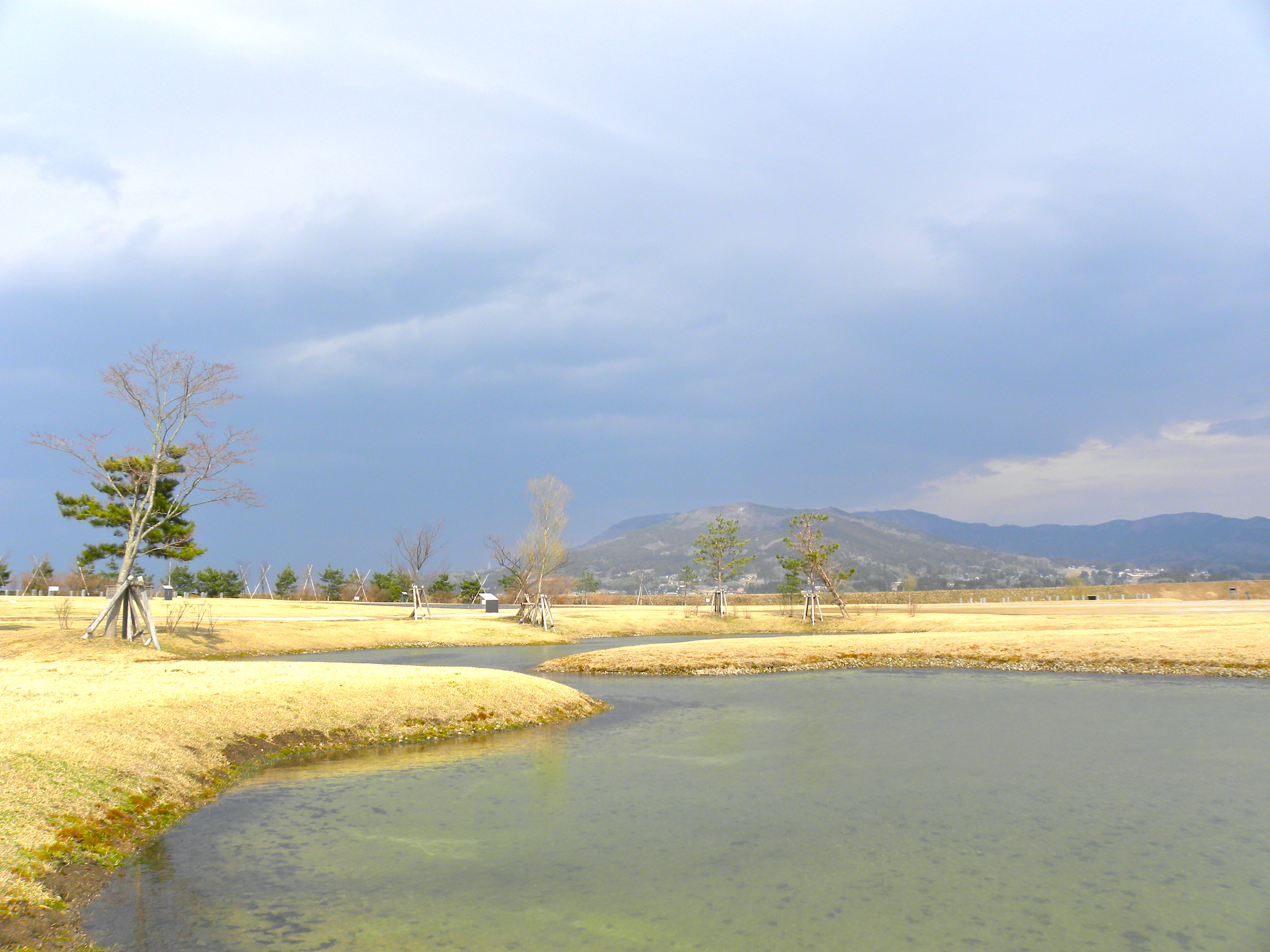
柳之御所遺跡
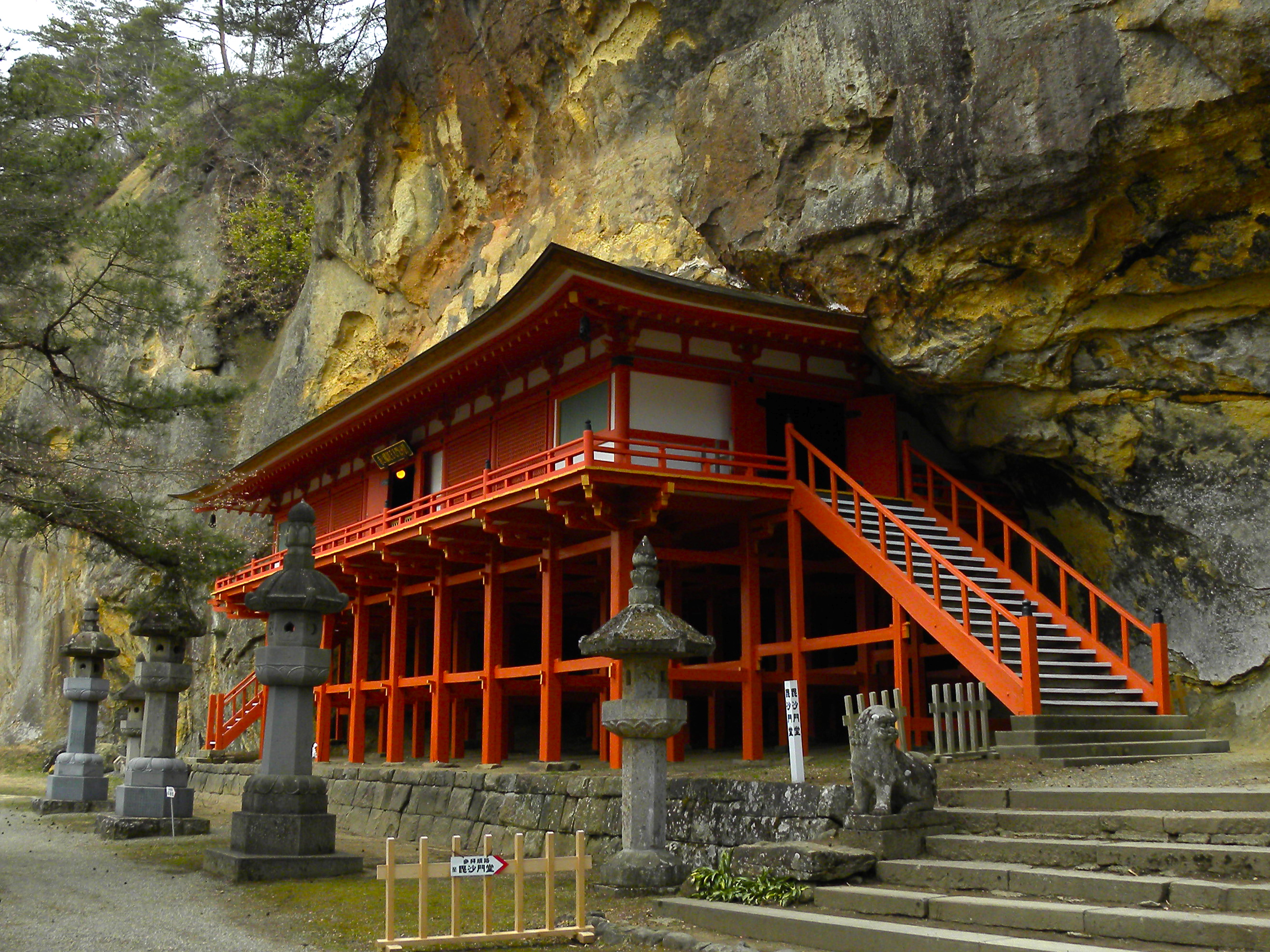
達谷窟毘沙門堂
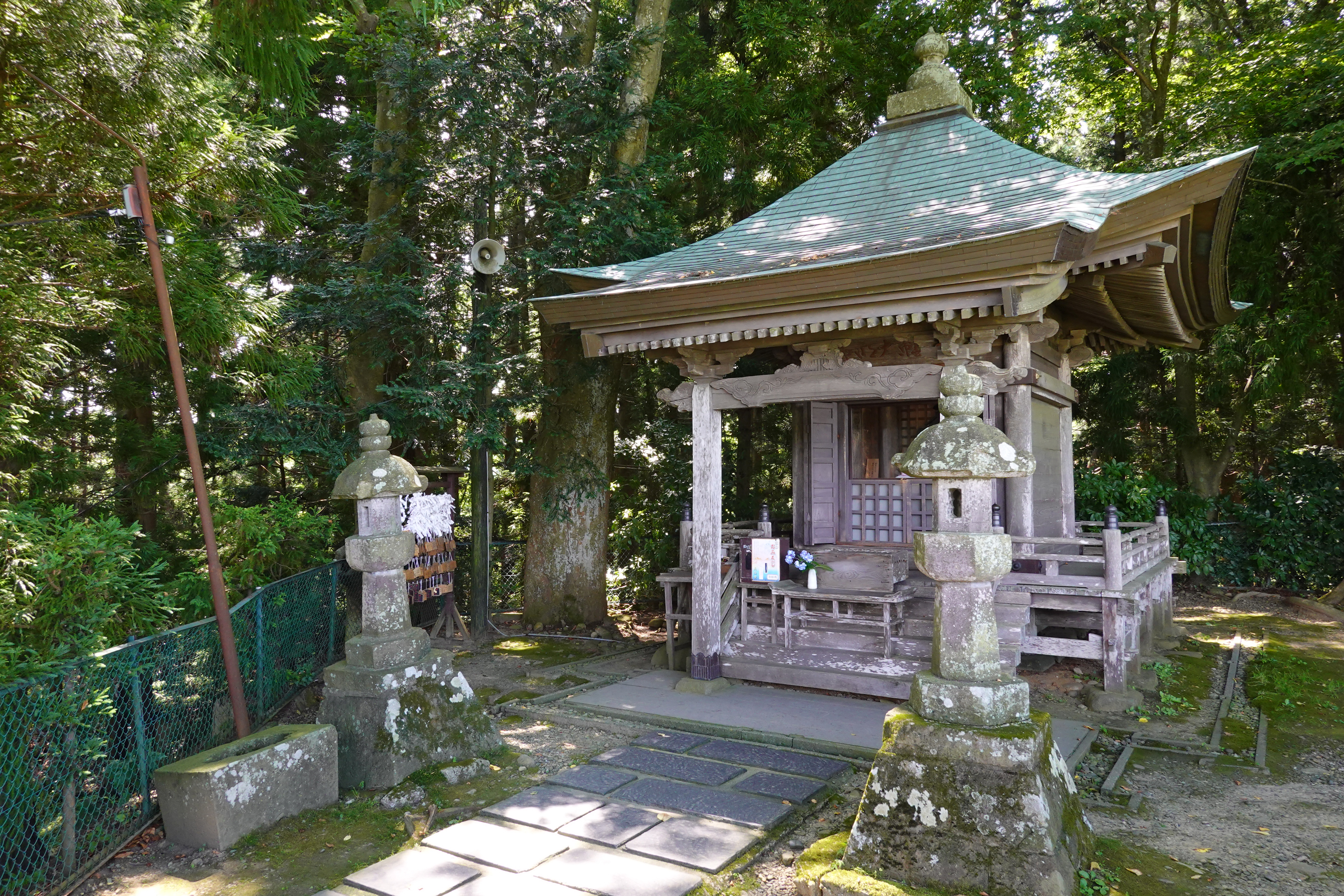
高館義経堂
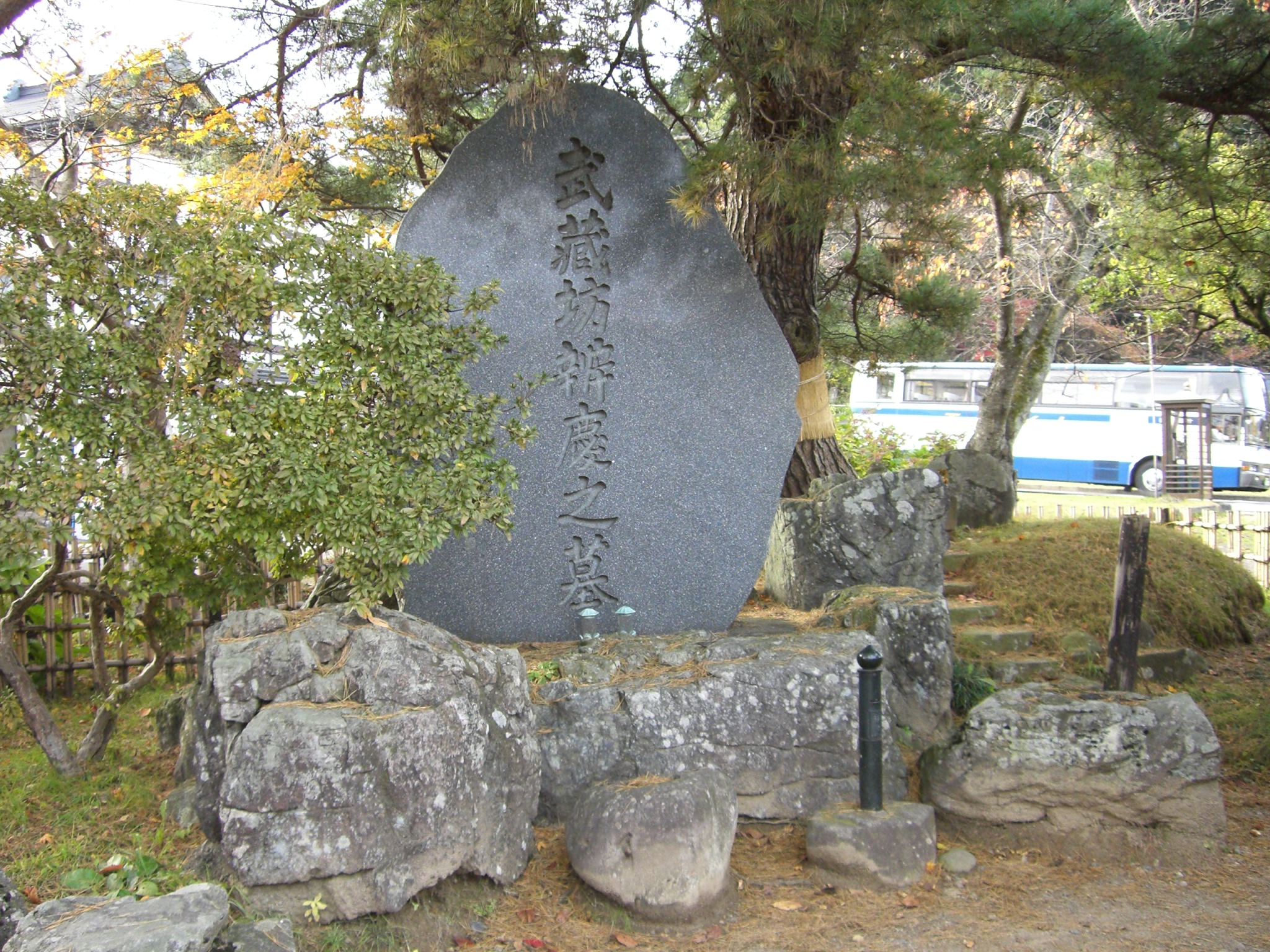
武蔵坊弁慶の墓
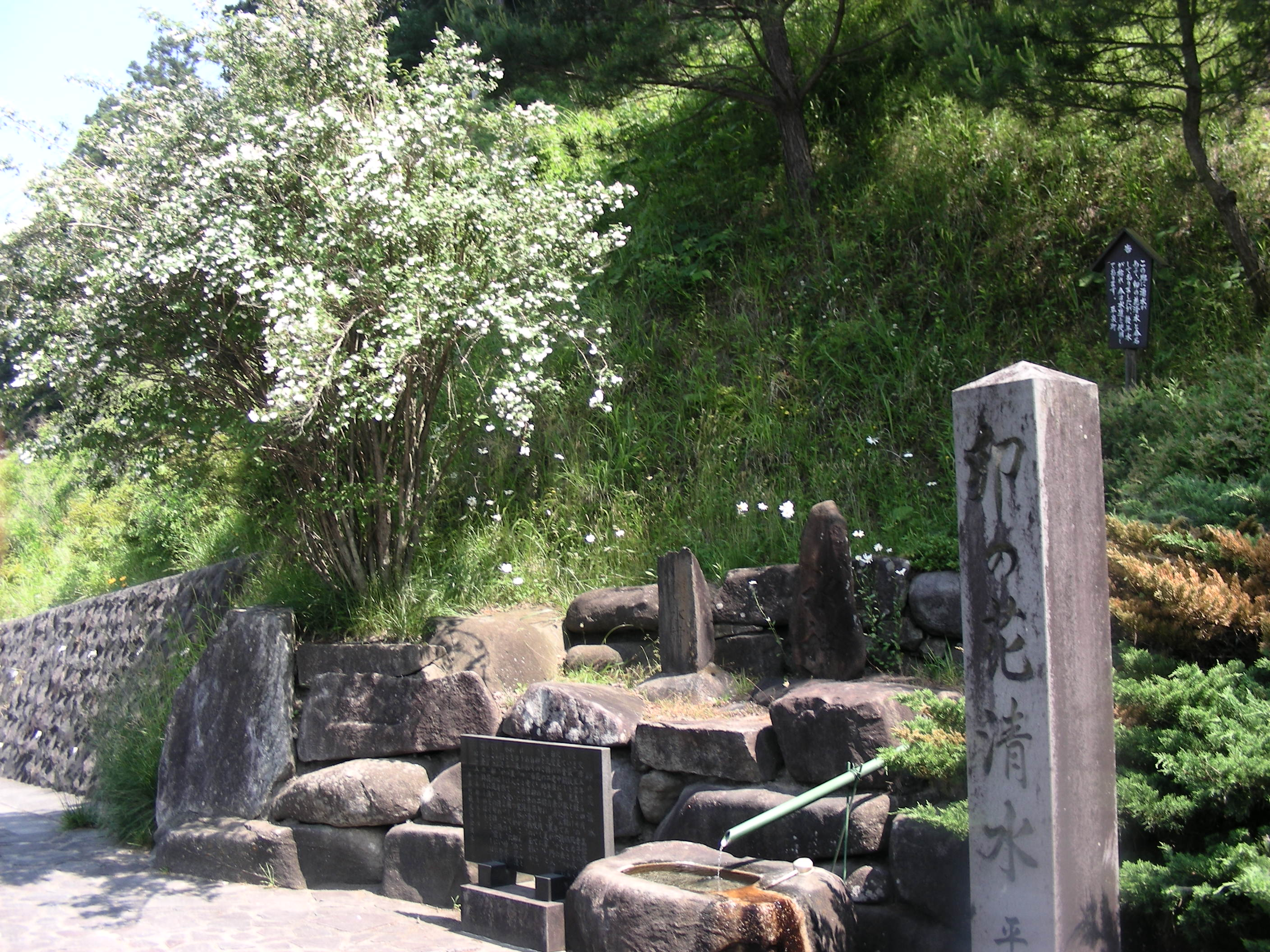
卯の花清水句碑
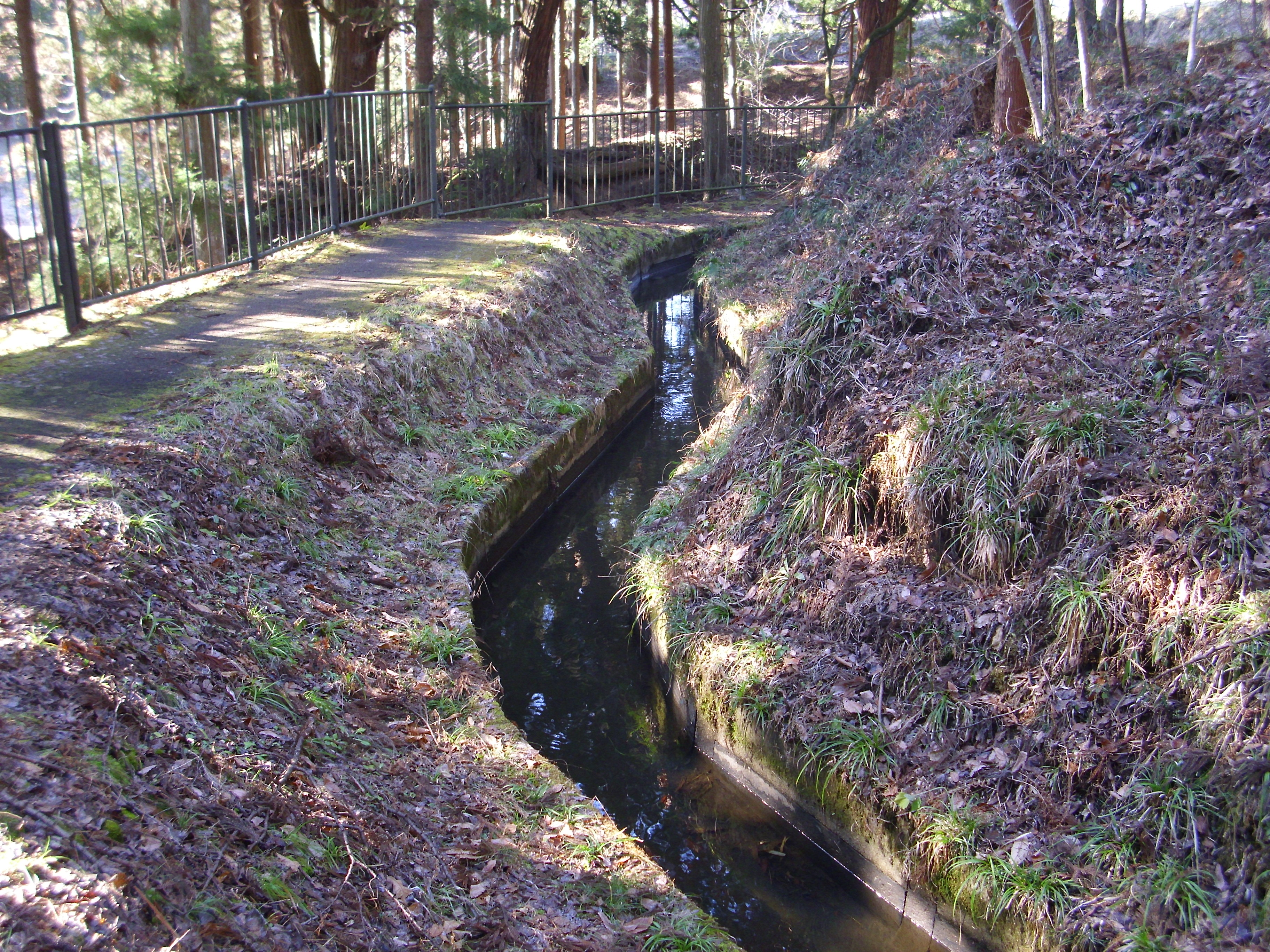
照井堰用水

### 博物館施設
- 平泉文化遺産センター…世界遺産条約第5条に基づき設置されたガイダンス施設、入場無料
- 平泉世界遺産ガイダンスセンター
- 平泉文化史館(平泉観光レストセンター)

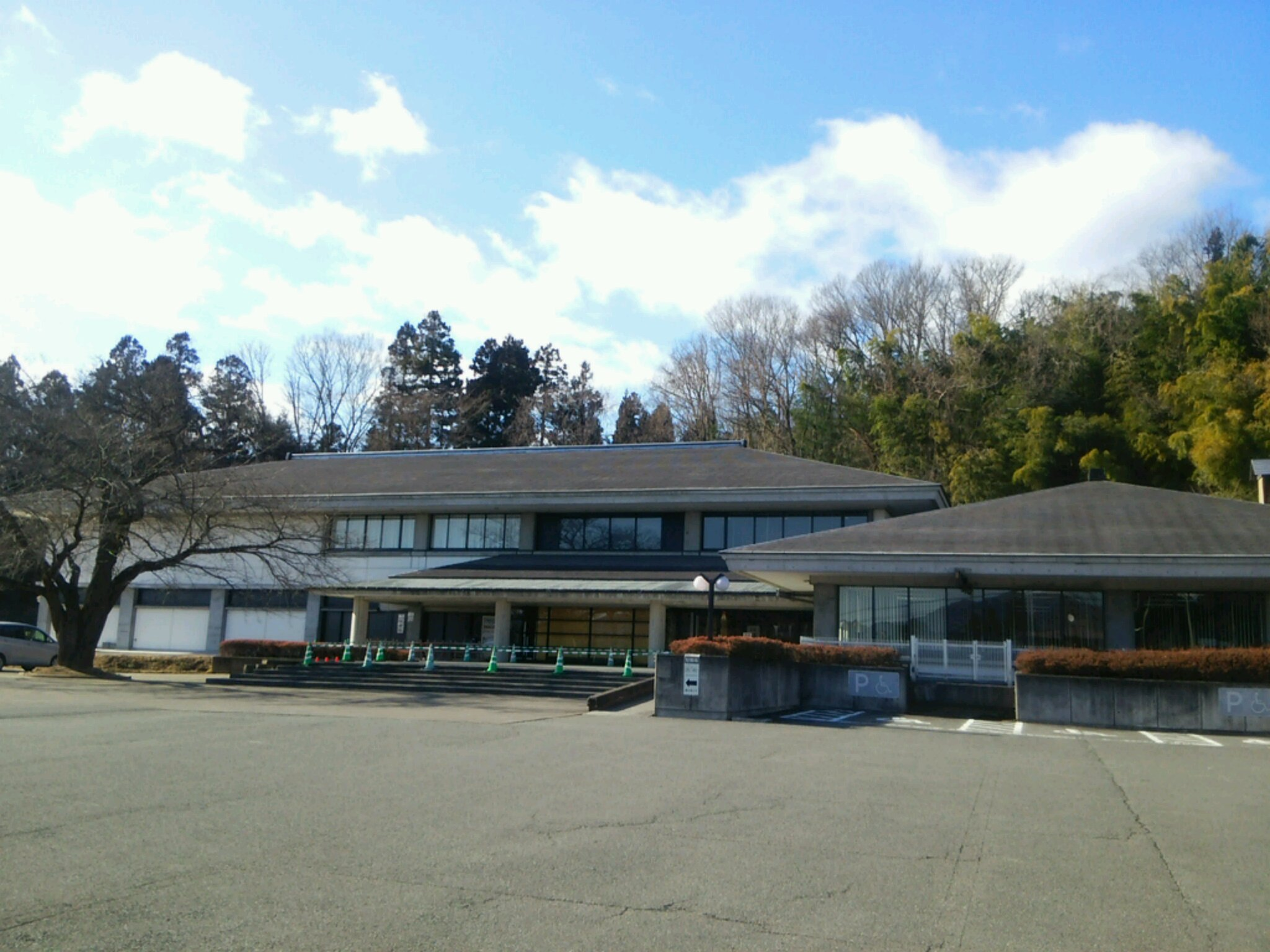
平泉文化遺産センター

### 祭事・催事
- 元朝詣り（1月）
- 修正会（1月）
- 毛越寺二十日夜祭（1月）
- 節分会（2月）
- 春の藤原まつり（5月）
- 哭まつり（5月）
- 曲水の宴（5月）
- 毛越寺あやめ祭り（6月〜7月）
- 平泉水かけ神輿まつり（7月）
- 薪能（8月）
- 平泉大文字まつり（8月）
- 萩まつり（9月）
- 菊まつり（10月〜11月）
- 秋の藤原まつり（11月）

## 作品
テレビドラマ
- 『炎立つ』（1993年NHK大河ドラマ）
- 『義経』（2005年NHK大河ドラマ）

テレビアニメ
- 『ルパン三世 (TV第2シリーズ) 第37話「ジンギスカンの埋蔵金」』（1977年）
- 『ルパン三世 東方見聞録 〜アナザーページ〜』（2012年）

## 出身有名人
- 阿部正樹 - IBC岩手放送相談役。元同社社長、会長
- 葛西萬司 - 設計建築家
- 達谷窟信敬 - 衆議院議員（帝国議会）
- 千葉絢子 - 元岩手めんこいテレビアナウンサー、岩手県議会議員
- 鈴木孝夫 - SECエレベーター創業者・会長
- 西村専次 - 実業家